# Campeonato Africano de Atletismo de 2014 - Salto com vara feminino
A prova do salto com vara feminino do Campeonato Africano de Atletismo de 2014 foi disputada no dia 11 de agosto de 2014 no Estádio de Marrakech  em Marrakech, no Marrocos. Participaram da prova 7 atletas. 

## Recordes
Antes desta competição, os recordes mundiais e do campeonato nesta prova eram os seguintes:
|                       | Nome              | Nacionalidade | Altura  | Local   | Data                 |
| --------------------- | ----------------- | ------------- | ------- | ------- | -------------------- |
| Recorde mundial       | Yelena Isinbayeva | Rússia        | 5m 06cm | Zurique | 28 de agosto de 2009 |
| Recorde do campeonato | Syrine Balti      | Tunísia       | 4m 21cm | Bambous | 10 de agosto de 2006 |
| Recorde africano      | Elmarie Gerryts   | África do Sul | 4m 42cm | Wesel   | 12 de junho de 2000  |

## Medalhistas
| Ouro               | Prata               | Bronze                |
| Syrine Balti (TUN) | Nisrine Dinar (MAR) | Dorra Mahfoudhi (TUN) |

## Cronograma
Todos os horários são locais (UTC+1).
| Data         | Hora  | Evento |
| ------------ | ----- | ------ |
| 11 de agosto | 18:00 | Final  |

## Resultado final
| Posição           | Atleta                 | Nacionalidade   | 2.60 | 2.80 | 3.00 | 3.20 | 3.30 | 3.40 | 3.50 | 3.60 | 3.70 | 3.80 | 3.90 | 4.00 | 4.10 | 4.22 | Resultados | Notas |
| ----------------- | ---------------------- | --------------- | ---- | ---- | ---- | ---- | ---- | ---- | ---- | ---- | ---- | ---- | ---- | ---- | ---- | ---- | ---------- | ----- |
| Medalha de ouro   | Syrine Balti           | Tunísia         | –    | –    | –    | –    | –    | –    | –    | –    | –    | o    | o    | o    | xxo  | xxx  | 4.10       |       |
| Medalha de prata  | Nisrine Dinar          | Marrocos        | –    | –    | –    | –    | –    | –    | –    | –    | –    | o    | xxx  |      |      |      | 3.80       |       |
| Medalha de bronze | Dorra Mahfoudhi        | Tunísia         | –    | –    | –    | –    | –    | xo   | x–   | o    | o    | xxx  |      |      |      |      | 3.70       |       |
| 4                 | Deone Joubert          | África do Sul   | –    | –    | –    | –    | –    | o    | xxo  | o    | xo   | xxx  |      |      |      |      | 3.70       |       |
| 5                 | Alima Ouattara         | Costa do Marfim | –    | –    | –    | –    | –    | xo   | o    | xxx  |      |      |      |      |      |      | 3.50       |       |
| 6                 | Abdelmoniem Abdelrahma | Egito           | –    | –    | xo   | o    | xo   | xo   | xxo  | xxx  |      |      |      |      |      |      | 3.50       |       |
| 7                 | Lidia Nicole Alberto   | Angola          | o    | o    | xo   | xxo  | xxx  |      |      |      |      |      |      |      |      |      | 3.20       |       |

Legenda
| Recorde mundial       | Recorde mundial (World record)               |                       | Recorde africano                      | Recorde africano (African) |                                           | Q | Classificado por posição (Qualified) |
| Recorde do campeonato | Recorde do campeonato (Championship record)  | Recorde da América    | Recorde da América (Americas)         | q                          | Classificado por melhor tempo (Qualified) |   |                                      |
| Melhor marca do ano   | Melhor marca do ano (World leading)          | Recorde asiático      | Recorde asiático (Asian)              | DNS                        | Não largou (Did not start)                |   |                                      |
| Recorde nacional      | Recorde nacional (National record)           | Recorde europeu       | Recorde europeu (European)            | DNF                        | Não terminou (Did not finish)             |   |                                      |
| Recorde pessoal       | Recorde pessoal do atleta (Personal best)    | Recorde da Oceania    | Recorde da Oceania (Oceania)          | DSQ / DQ                   | Desclassificado (Disqualified)            |   |                                      |
| Recorde da temporada  | Recorde da temporada do atleta (Season best) | Recorde sul-americano | Recorde sul-americano (South America) | NM                         | Sem marca (No mark)                       |   |                                      |